# たてかべ和也
たてかべ 和也（たてかべ かずや、1934年〈昭和9年〉7月25日 - 2015年〈平成27年〉6月18日）は、日本の俳優、声優、マネージャー。設立時より死去するまでケンユウオフィス取締役を務めていた。北海道虻田郡喜茂別町出身、東京都世田谷区下北沢育ち。
1977年までは本名の立壁 和也（読みは同じ）で活動。

## 経歴

### 生い立ち
北海道虻田郡喜茂別町で誕生。先祖は除虫菊の栽培をしていたという。父は胆振縦貫鉄道に勤めていたが、身体が弱く仕事を続けられないこともあり、1942年、小学2年生の時に東京都世田谷区下北沢に転居。そうではなかったら、北海道に在住していたままかもしれないという。「農協などに勤めて、結婚して孫もできて、ストーブに当たりながら『ドラえもん』を見て、別人が演じているであろうジャイアンの声を聞きながら『誰だよ、この憎たらしい声出してるのは』となっていたかもしれない」といったことを語っていた。自身は一人っ子で、少年時代はのび太のようなタイプだったという。言葉に少し北海道訛りがあり、いじめを受ける。
戦時中の小学4年生の時は長野県松本市北東部にある浅間温泉に疎開していたが、その後、長野県塩尻市洗馬に疎開先を移った。その頃、夜ごと寝小便をするようになり、終戦の前後6ヵ月間続いていた。
疎開先から実家に帰った途端、寝小便は止まって、毎日、東京都世田谷区立代沢国民学校（現・世田谷区立代沢小学校）から帰ると野球に熱中しており、東京農業教育専門学校附属中学校に入学後も野球に熱中していた。

### キャリア
高校時代に「人手が足りないから出てくれないか」と頼まれて演劇部の公演『アルト・ハイデルベルク』のユトナー博士役で参加。観客から大好評であり、「俺、ひょっとしたら俳優の素質があるのかも……」「芝居っておもしろいな」と思ったという。しかし一方で何事にも縛られることが嫌いだったことから、演劇部には入っていなかった。その後は、劇団民藝の『五稜郭血書』、『炎の人』、文学座の『華々しき一族』等々毎週のように東京中の芝居を見て歩いていた。どれを見ても感銘を受けており、「己の生きる道はこれしかない」と、演劇人への思いや俳優になる夢は日々募るばかりだったという。しかし芝居に特別興味があったわけではなかったという。高校卒業後、日本大学芸術学部演劇学科に進学。大学時代の同級生に小林清志がいる。
高校卒業後、「すぐにでもプロの劇団に飛び込んで研究生にしてもらおう」と考えていたが、両親の顔を見ていたところそれも言い出せなかったこと、一人っ子のため、将来はサラリーマンになり両親の面倒を見るという優しい気持ちがあったこと、またあまり勉強は好きではなく演劇学科だったらなんとなく遊べるような印象があったため、同大学に進学したという。同大学進学後も勉強せず、ここでも『どん底』など数々の演劇公演に参加していた。この頃、プロデュースの仕事に興味を持ちはじめ、しばらく制作スタッフとしての勉強に力を入れていた。
同大学卒業後、テレビプロデューサーを目指して北海道から九州まで数々の放送会社を受けるが、ことごとく就職試験に落ちてしまう。日本テレビの大道具係として勤務するかたわら、大学時代の同級生だった田中康郎と組んで、劇団演劇座を結成し、『毒薬と老嬢』を北海道札幌市まで公演をしていた。その時に大学時代の同級生の小林から「俺たちの劇団に来ないか」と言われて、劇団泉座に入団。泉座は中華人民共和国の芝居をしていたが、イデオロギー優先のものがほとんとで、『毛沢東語録』を読んで勉強するような、面白くない芝居ばかりだった。「やらないか」と言われたことから、「じゃあやってみるか」ぐらいの気持ちで舞台には立っていた。
テレビ放送開始後、洋画の吹き替えに出演して声優としての活動を始める。最初に吹き替えをしていた外画は「お金になるんだよ」ということを言われただけで、内容は全然覚えていなかった。テレビドラマのデビューは『ダイヤル110番』。演劇集団未踏、東京俳優生活協同組合、河の会、江崎プロダクションに所属していた。
以前は本名で活動していたが、『タイムボカン』への出演を機に、子供にもわかりやすい「たてかべ和也」に改名したという。
事務所のマネージャーとちょっとしたボタンの掛け違いのようなことがあり、当初はズレを感じている程度かと思ったが、気が付くと、同じような疑問を感じている人物が周囲にもいた。その時、「じゃあ、俺たちでやろうか」ということになり、1979年、オフィス央という事務所を興し、社長職と声優を兼務していた。マネージャーのようなことをして皆を売ろうとしていたが、結局は自分だけが売れてしまったりしており、役者をしながらマネージャーをするという気持ちはなかった。タイムボカンシリーズ、『ドラえもん』もあったことからやらざるを得なかったが、本音は皆を売りたかったという。堀内賢雄を見出したのはこのオフィス央時代である。事務所のメンバーの反対を押し切って一緒に来ていた者は5年も頑張って来たことから、「このままやっていこう」と言ってくれた。しかし事務所に圧力がかかってくるようなこともあったため、「このままでは厳しい」と思い、合併を決断し、1984年ぷろだくしょんバオバブに吸収合併される。堀内がバオバブから独立し、ケンユウオフィスを立ち上げてからは、たてかべも同事務所に移籍し取締役も兼務していた。

### 受賞歴
2005年、第14回日本映画批評家大賞で、『ドラえもん』のレギュラー陣（大山のぶ代、小原乃梨子、野村道子、肝付兼太の4人）とともに田山力哉賞を受賞。さらに2006年11月、第11回アニメーション神戸で、同じくオリジナルレギュラー陣4人とともに特別賞を受賞。2007年3月には東京国際アニメフェア2007で、同じくオリジナルレギュラー陣4人と共に第3回功労賞を受賞。

### 闘病・死去
2009年に、胃癌を患い胃を全摘出した。この際の治療でこだわったのは、レギュラーだった『ヤッターマン』のトンズラー役をやりきることだった。この癌までは大病が無く、一度も入院した経験もなかったため、「その手の事務仕事が苦手で、ストレスになってたかもしれない」と語っていたが、マネージャーが全てやってくれたという。
2015年6月18日午後1時49分、急性呼吸不全のため、東京都内で死去した。80歳没。たてかべは生涯独身で、親族と事務所関係者が最後を看取ったといわれる。2009年の胃の全摘出後は、癌の再発はなかったものの、晩年まで体調が優れず、老衰のような形で亡くなったという。レギュラーを務めていた『ベン10』のマックス・テニスン役がたてかべの最後の仕事であった。2015年6月19日放送の『ドラえもん』の冒頭にて追悼テロップが流れ故人を偲んだ。
たてかべの訃報に際して遺族やファン、テレビ朝日 や元相方の堀内の他、木村昴、水田わさび、神谷明、千葉繁、井上和彦などがツイッターやブログ、ウェブサイトなどでその死を悼み、藤子・F・不二雄ミュージアムの公式ブログでも追悼コメントが掲載された。
たてかべの通夜は6月23日に青山葬儀所で営まれ、木村や水田のほかに小原乃梨子・野村道子・肝付兼太・よこざわけい子・野沢雅子・かないみか・山寺宏一・戸田恵子ら約900人が参列。多数の声優や関係者からの供花が贈られた。前ドラえもん役の大山のぶ代は当時患っていた認知症の悪化もあり参列できなかった。その代わりにメッセージカードを寄せたが、封を開けずに棺に入れられたため内容は明らかにされていない。また、かないも自身のTwitterで母親の田上和枝も一緒に参列したことを語っている。通夜においては、葬儀委員長の堀内により挨拶が行われ、肝付が弔辞を寄せた。
たてかべの長年の盟友であった肝付は阪神タイガースファンだったたてかべに「阪神は優勝圏内にいますよ。優勝するといいですね」とV祈願をし、最後はスネ夫の声で「ジャイアーン、ジャイアンのくせになぜ先に逝っちゃうんだよ」と悲痛な声を挙げた。告別式は翌6月24日に同じ青山葬儀所にて営まれ、声優仲間など約600人が参列した。通夜に引き続いて肝付が弔辞を読み、「ドラえもんの26年は本当に楽しかったです。かべさんのおかげです」と感謝の言葉を述べ、スネ夫の声で「ジャイアーン!」と叫んで締めくくった。また、葬儀委員長の堀内も挨拶に立ち、公式サイトで「あなたの教えを忘れずに最後まで涙を見せずに見送らせていただきます。」と表明し、当初は涙をこらえていたが、最後にはたてかべの遺影に向かって「かべさーん、かべさーん」と声を震わせて叫び、「日本一の師匠でした」と涙ながらに感謝の言葉を述べた。遺体には愛用の帽子とジャイアンのトレードマークであるオレンジ色のTシャツが着せられ、出棺の際には事務所の意向で白い鳥を模した風船80個が飛ばされた。その後、遺体は品川区の桐ヶ谷斎場にて荼毘に付された。
この告別式は、最終所属先であったケンユウオフィスが葬儀主催を務めた。なお、たてかべは先述の癌治療を受けていたときの酒の席で「葬儀は内輪でやってくれればいいから」「偲ぶ会はどうだ？」と堀内に軽い口調で言ったが、「葬儀は盛大にやるから」と言われ「俺たちって何て楽観的なんだ」と大笑いしたと、存命時のインタビューで語っていた。
ケンユウオフィスは、たてかべの死後も「永劫所属」という扱いで、たてかべのプロフィールを残している。

## 人物・特色
声優としての代表作に、『ど根性ガエル』（第1作）の五利良イモ太郎〈ゴリライモ〉役、『はじめ人間ギャートルズ』のドテチン役、『ヤッターマン』のトンズラー役などのタイムボカンシリーズ、『ドラえもん』（テレビ朝日版第1期）の剛田武〈ジャイアン〉役などがあった。
声種はバリトン。
ゴリラのようないかつい役で知られていた。たてかべ自身はジャイアンに限らず、傍若無人な役を演じるのは嬉しくて楽しかったという。
俳協時代は吹き替え以外にも、映りの仕事やラジオの仕事があったが、どれも名前もない端役だった。映りの仕事は出番は少ないのに何日も拘束されたりもしていたが、吹き替えの仕事は嵐が来ても中止にならず、同じ端役なら吹き替えのほうがいい仕事だったという。
『ど根性ガエル』のゴリライモ役は、オーディションではなく、決め打ちで仕事が来ていたことからゴリライモ役を演じていたんではないかと語る。
タツノコプロのアニメに起用された際、初代社長の吉田竜夫に気に入ってもらい、プロデューサーに「これから、タツノコ作品にはたてかべさんを使う」と推薦してもらったこともあったという。
『ベン10』ではマックス・テニスン役を演じたが、オーディションで日本語版製作スタッフはたてかべの起用には消極的だった。しかしオーディションで録音した音声をアメリカに送ったところ、アメリカからマックスの声はたてかべに、との指名があり、起用に至ったという。
趣味は野球観戦、読書。
座右の銘は「元気、勇気、人気、時々呑気」。

### 対人関係
ぷろだくしょんバオバブに所属していた頃は、「合併が失敗だったとみんなが思ってしまうようなことになってはいけない」と思い、「『ドラえもん』だけはやめるわけにはいかないけど、ほかの仕事はやらなくていいから」と言われ、マネージャー業も務め、さらに常務取締役として矢島晶子、水谷優子、折笠愛、2005年以降ドラえもんの声を担当している水田わさびらを見出し、スカウト力にも長けていた。
特に矢島には、デビュー作から主演の『アイドル伝説えり子』を斡旋し、『クレヨンしんちゃん』も「園児の1人くらいは受かるかもしれない」とオーディションを斡旋した。矢島は「人材発掘して育てるのが好きだったようだ」と語っており、当時劇団青年座にいた水谷に至っては事務所が違うにもかかわらず薦めていたという。また、高木渉も一回だけの予定で見学に行った『ミスター味っ子』の収録現場で、たてかべから「来週は来ないのか？」「1日だけの見学で何がわかる。やる気があるなら最後まで来なさい」と言われ毎週見学に行くようになり、それが1年半の見学通いとなった。そこから高木はガヤを演らせてもらえるようになり、脇役でのデビューに繋がったという。
音響監督に「声が悪目立ちする」と評されていた後藤邑子には「声が悪目立ちするという欠点は、アニメでは武器にもなる。毒は薬にもなる」とアドバイスを送っている。

### ジャイアン役
『ドラえもん』ではジャイアンこと剛田武役を1979年から2005年まで26年間担当した。ジャイアンの仕事が来たときは全然わかっておらず、「とにかく仕事が入った」というくらいだった。その時、「『ドラえもん』ってなんだ?」と思っており、藤子不二雄作品だったが、その人物も聞いたことがなかった。『オバケのQ太郎』は知っていたが、作者は無知だった。『ドラえもん』のキャスティングは、前述のゴリライモがあったからだと語る。
降板に際したインタビューでは、喜怒哀楽が激しく自分勝手なジャイアンを演じるためにエネルギーがいるため、1日20本の煙草を吸い、週6で酒を飲んで役に挑んでいたという。また、最後の収録を3か月後に控えて「最後の録音日に足掛け26年を振りどんな気持ちになるのか。もしかしたら、泣いてしまうかもしれません」と語り、次のジャイアン役には「ジャイアンと同じ性格では、生々しくなり彼の優しさや悲しさ嬉しさを表現できないので、気持ちが優しい人ならいいと思う」との希望を述べていた。
また、「ジャイアン役を継いでくれる人と酒を飲みたい」と考えていたが、後任となった木村昴が当時中学生であることを知ってがっかりしたものの、「あと5年は長生きして一緒に飲みたい」と語っていた。たてかべの念願が叶ったのは木村が20歳の誕生日を迎えてしばらくしてからであった。その間、木村が通っていた高校が偶然たてかべ宅と近かったこともあり、文化祭など学校でイベントが開催されるたびに足を運んでいたという。
『ドラえもん』映画シリーズの監督やチーフディレクターをつとめた芝山努によると、「声優陣はキャラクターを深く理解しているからこちらからは何も言わない。」と前置きしたうえでたてかべを例に出し、たてかべは「汚い言葉を使わないように」と意識していたらしく「バカヤロー！」や「クソッ」などの台詞をシナリオに入れると「ジャイアンはこんなこと言わない」とクレームが入ったとのこと。また、ジャイアンが空き地でたびたび歌っていた「おれはジャイアンさまだ!」の作詞も担当している。

## 後任
たてかべの高齢に伴う降板および死後、持ち役を引き継いだ人物は以下の通り。
| 後任     | 役名               | 概要作品                 | 後任の初担当作品            |
| -------- | ------------------ | ------------------------ | --------------------------- |
| 石井康嗣 | ビッグ・ハンド     | 『怪物くん』第2作        | 『CR怪物くん デーモンの剣』 |
| 辻親八   | マックス・テニスン | 『ベン10』               | 『ベン:10』                 |
| 三宅健太 | 三悪の怪力男       | 「タイムボカンシリーズ」 | 『CRヤッターマン』          |

## 出演
太字はメインキャラクター。

### テレビアニメ
1964年
- 狼少年ケン
- 鉄腕アトム (アニメ第1作)
- ビッグX

1966年
- 海賊王子（バド）

1967年
- 黄金バット（ダレオ）
- かみなり坊やピッカリ・ビー

1968年
- 怪物くん（ドクター・イエス）
- 佐武と市捕物控（まむし、八五郎、源次、銀次、権次、六助、瓦版売り、伝八親分、番太、浪人、大五郎、菅六、おやじ、越前屋、番頭、先達、弥助、竜達、源太、伍助、房造、家老、喜助 他）
- ファイトだ!!ピュー太（ドロネコ、予想屋、医者）

1969年
- ウメ星デンカ
- 紅三四郎
- どろろ（どんぶりばら）
- 忍風カムイ外伝（ドド、浪人、男、百姓、武士、仙吉、六、丈、龍、武士、代官、村長、忍者）
- ハクション大魔王（ゲジゴン）
- ムーミン（1969年 - 1970年、アリジゴク、オクターブ、馭者）

1970年
- あしたのジョー（1970年 - 1971年）
- アタックNo.1
- 昆虫物語 みなしごハッチ（クモ、忍者虫）
- タイガーマスク（1970年 - 1971年、大門大吾 / ミスター不動、坂口征二、ハンス・シュレッガー、赤き死の仮面）
- のらくろ
- ばくはつ五郎

1971年
- アニメンタリー 決断
- 国松さまのお通りだい（国定忠治、木田、主将 他）
- ゴルゴ13
- サザエさん（穴子〈初代〉）
- さすらいの太陽
- 天才バカボン（1971年 - 1972年）

1972年
- 科学忍者隊ガッチャマン（隊長、科学者）
- 樫の木モック（赤ヒゲ、菓子屋、農夫、木の声、カモメ、大木魔神、兵士 他）
- ゲゲゲの鬼太郎（第2作）
- ど根性ガエル（1972年 - 1974年、五利良イモ太郎〈ゴリライモ〉）

1973年
- 空手バカ一代（1973年 - 1974年、子分 他）
- 荒野の少年イサム
- 侍ジャイアンツ（富樫、観衆）
- ジャングル黒べえ
- 新造人間キャシャーン（バラシン、ロボットA、DDH）
- ドロロンえん魔くん
- ワンサくん（ミドリの兄、署長）

1974年
- 小さなバイキングビッケ（アザラシのヒャルマール 他）
- てんとう虫の歌（熊さん、カラ兵衛）
- となりのたまげ太くん（ブル公）
- はじめ人間ギャートルズ（1974年 - 1976年、ドテチン）
- 破裏拳ポリマー（男爵）
- 星の子チョビン（レーダーコウモリ）
- ゼロテスター地球を守れ!（番吉）
- 荒野の少年イサム

1975年
- タイムボカン（1975年 - 1976年、ワルサー）
- みつばちマーヤの冒険（衛兵たち）
- 勇者ライディーン（1975年 - 1976年、バストドン、コーカツ、レーザル、サンダース、ギルモラー 他）

1976年
- ゴワッパー5 ゴーダム（船長）
- 超電磁ロボ コン・バトラーV（1976年 - 1977年、西川大作、ナルア、一木木兵衛、どれい獣ギャル）
- ブロッカー軍団IVマシーンブラスター（ゴライアス、捜査員A）
- ポールのミラクル大作戦（竜巻サボテン、部下、雪の精、紙の動物犬、ペンチ、ダンパ、ライオンナイト）
- まんが 花の係長
- UFO戦士ダイアポロン（力丸）
- ろぼっ子ビートン（ブリキン）

1977年
- あしたへアタック!（嵐三吉）
- アローエンブレム グランプリの鷹（ハッサン）
- 一休さん
- 一発貫太くん（田抜、江山の父）
- 元祖天才バカボン
- 新・巨人の星（吉田孝司 他）
- 超電磁マシーン ボルテスV（獣士）
- ドカベン（観客A）
- とびだせ!マシーン飛竜（ガッポリン会長）
- ヤッターマン（第1作）（1977年 - 1979年、トンズラー）

1978年
- 家なき子
- 一球さん（呉九郎）
- 野球狂の詩（1978年 - 1979年、猿又、木俣）
- 闘将ダイモス（1978年 - 1979年、ゲロイヤー）
- はいからさんが通る（番兵、部下）
- 100万年地球の旅 バンダーブック
- 星の王子さま プチ・プランス（バオバブ）
- 無敵鋼人ダイターン3（ドビン）

1979年
- 銀河鉄道999（ギゾール）
- ゼンダマン（1979年 - 1980年、ドンジューロー、ドンノ十郎）
- 闘士ゴーディアン（バルバダス、ナンマドック）
- ドラえもん（テレビ朝日版第1期）（1979年 - 2005年、剛田武〈ジャイアン〉、剛田ヤサシ、ムク、トラック運転手 他）
- ルパン三世（第2作）（1979年 - 1980年）

1980年
- 怪物くん（1980年 - 1981年、ギャング、生傷の獅子蔵、アクネーン、ハエ男、ピラニアボーイの一人、コジラ、ビッグハンド、ゲルン、グルルーン）
- タイムパトロール隊オタスケマン（1980年 - 1981年、ドワルスキー）
- 太陽の使者 鉄人28号（参謀）
- 鉄腕アトム（第2作）（1980年 - 1981年、四部垣、サルタンの秘書）
- とんでも戦士ムテキング（鬼熊、ハイジャッカーA）
- フウムーン（タバスコ）
- ほえろブンブン

1981年
- ゴールドライタン（1981年 - 1982年、イバルダ大王、ミスターメカX）
- 最強ロボ ダイオージャ（ワルバダ、ゴウハラ）
- 忍者ハットリくん（ゴリラ、相撲取り）
- ヤットデタマン（1981年 - 1982年、アラン・スカドン、小山カメラマン）

1982年
- おちゃめ神物語コロコロポロン（ヘリオス）
- 逆転イッパツマン（1982年 - 1983年、キョカンチン）
- ゲームセンターあらし（怪人）
- サイボットロボッチ（九作、のぞ木、生倉松男）
- ダッシュ勝平（審査員）
- ときめきトゥナイト（フランケンシュタイン）
- 忍者マン一平（左目、校長先生）
- パタリロ!（チン主席）
- 魔法のプリンセス ミンキーモモ（保護官、ハリー、ワルブル、ナンバーワン、ニール、スルメッチ、ギャングA、ブローカー）

1983年
- イタダキマン（トンメンタン）
- サイコアーマー ゴーバリアン（ゼクー・アルバ）
- フクちゃん（運転手のおじさん）

1984年
- 特装機兵ドルバック（中年男、ボゴタ）
- 魔法の天使クリィミーマミ（元俳優）

1986年
- ドテラマン（ウィス鬼）

1988年
- トッポ・ジージョ（ドラチュラ102世）
- ミスター味っ子（1988年 - 1989年、カモン）※キャスティング協力も担当

1990年
- PEACH COMMAND 新桃太郎伝説（タテカベキング）

1998年
- おじゃる丸（チュン太郎）

1999年
- 紀末伝説ワンダフルタツノコランド -円盤星人UBO-（トンズラー）

2000年
- タイムボカン2000 怪盗きらめきマン（オンドレー、トンズラー、ワルサー）

2001年
- それいけ!アンパンマン（鉄骨ホラーマンレッド）

2002年
- 十二国記（豊老師）
- 花田少年史（縁切り寺の和尚さん）

2003年
- シンデレラボーイ（ボブ）
- PEACE MAKER鐡（中山）
- 無限戦記ポトリス（パッパラルディ）

2004年
- それいけ!ズッコケ三人組（月岡小鉄）

2005年
- パタリロ西遊記!（お釈迦様）
- MONSTER（老人）
- 焼きたて!!ジャぱん（シュワインリッヒ）
- 雪の女王（トーマス）

2006年
- Ergo Proxy（空虚人）
- 攻殻機動隊 STAND ALONE COMPLEX Solid State Society（殿田大佐）
- マジカノ（アイジャン）
- まじめにふまじめ かいけつゾロリ（ジャックポット）

2008年
- 君が主で執事が俺で（デニーロ）
- クリスタル ブレイズ（ホームレス）
- スレイヤーズREVOLUTION（議員B）
- ヤッターマン（第2作）（2008年 - 2009年、トンズラー、アラン・スカドン、ドンジューロー）
- ロボディーズ 風雲篇（ボスクラゲ）

2009年
- にゃんこい!（チャトラ）

2011年
- FAIRY TAIL（ローバウル）

2012年
- 松本零士「オズマ」（ロクサンダ・ウマイ）

2015年
- 旦那が何を言っているかわからない件 2スレ目（A太）

### 劇場アニメ
1966年
- ジャングル大帝

1971年
- ヤスジのポルノラマ やっちまえ!!

1979年
- がんばれ!!タブチくん!!

1980年
- がんばれ!!タブチくん!! 第2弾 激闘ペナントレース!!
- がんばれ!!タブチくん!! 初笑い第3弾 あゝツッパリ人生
- ゼンダマン ピラミッドの謎の箱だよ!ゼンダマン（ドンジューロー、ドンノ十郎）
- ドラえもん のび太の恐竜（ジャイアン）
- まことちゃん（クリーニング屋）

1981年
- タイムパトロール隊オタスケマン アターシャの結婚披露宴!?（ドワルスキー、ワルサー、トンズラー、ドンジューロー）
- ドラえもん のび太の宇宙開拓史（ジャイアン）
- ドラえもん ぼく、桃太郎のなんなのさ（ジャイアン）

1982年
- ドラえもん のび太の大魔境（ジャイアン）

1983年
- ドラえもん のび太の海底鬼岩城（ジャイアン）
- プロ野球を10倍楽しく見る方法（ヤスダ）

1984年
- ドラえもん のび太の魔界大冒険（剛田武〈ジャイアン〉）
- プロ野球を10倍楽しく見る方法 PART2（一塁塁審、外審）

1985年
- ドラえもん のび太の宇宙小戦争（ジャイアン）

1986年
- ドラえもん のび太と鉄人兵団（ジャイアン）

1987年
- ドラえもん のび太と竜の騎士（ジャイアン）

1988年
- ドラえもん のび太のパラレル西遊記（ジャイアン）

1989年
- ドラえもん のび太の日本誕生（ジャイアン）
- ドラミちゃん ミニドラSOS!!!（ジャイチビ、ジャイアン）

1990年
- ドラえもん のび太とアニマル惑星（ジャイアン）

1991年
- ドラえもん のび太のドラビアンナイト（ジャイアン）
- ドラミちゃん アララ♥少年山賊団!（タケ蔵）

1992年
- ドラえもん のび太と雲の王国（ジャイアン）

1993年
- ドラえもん のび太とブリキの迷宮（ジャイアン）

1994年
- ドラえもん のび太と夢幻三剣士（ジャイアン）

1995年
- ドラえもん のび太の創世日記（ジャイアン）
- 2112年 ドラえもん誕生（ジャイロボ）

1996年
- ドラえもん のび太と銀河超特急（ジャイアン）

1997年
- ドラえもん のび太のねじ巻き都市冒険記（ジャイアン）

1998年
- 銀河鉄道999 エターナル・ファンタジー（イーゼルの父）
- ドラえもん のび太の南海大冒険（ジャイアン）
- 帰ってきたドラえもん（ジャイアン）

1999年
- ドラえもん のび太の宇宙漂流記（ジャイアン）
- のび太の結婚前夜（ジャイアン）

2000年
- ドラえもん のび太の太陽王伝説（ジャイアン）
- おばあちゃんの思い出（ジャイアン）

2001年
- がんばれ!ジャイアン!!（ジャイアン）
- ドラえもん のび太と翼の勇者たち（ジャイアン）
- も〜っと!おジャ魔女どれみ カエル石のひみつ（どれみの祖父）

2002年
- ドラえもん のび太とロボット王国（ジャイアン）
- ぼくの生まれた日（ジャイアン）

2003年
- ドラえもん のび太とふしぎ風使い（ジャイアン）

2004年
- ドラえもん のび太のワンニャン時空伝（ジャイアン）

2005年
- 劇場版ツバサ・クロニクル 鳥カゴの国の姫君

2006年
- 劇場版 どうぶつの森（アラン）

2009年
- 劇場版 ヤッターマン 新ヤッターメカ大集合! オモチャの国で大決戦だコロン!（トンズラー）

2010年
- 劇場版デュエル・マスターズ 炎のキズナXX!!（殲滅の覚醒者ディアボロスZ）

### OVA
- ドラえもん 勉強べやのつりぼり（1978年、ジャイアン）
- 魔法のプリンセス ミンキーモモ 夢の中の輪舞（1985年、スルメッチNo.1）
- 押忍!!空手部（1990年、安藤誠、加馬田稲作〈2代目〉[注 5]）
- タイムボカン王道復古（1993年 - 1994年、ワルサー、トンズラー、ドンジューロー、ドワルスキー、スカドン、キョカンチン、トンメンタン[74]）
- ドラえもん のび太と未来ノート（1994年、ジャイアン）
- 新・破裏拳ポリマー（1996年、男爵）
- 銀河英雄伝説外伝 螺旋迷宮（2000年、チャン・タオ）

### ゲーム
1992年
- ドラえもん のび太のドラビアンナイト（ジャイアン）

1994年
- ドラえもん3 のび太と時の宝玉（ごうだ たけし）

1995年
- ドラえもん4 のび太と月の王国（ジャイアン）
- ドラえもん 友情伝説ザ・ドラえもんズ（ジャイアン）
- ガンバード（バルナス、クロード）

1996年
- 王国のグランシェフ
- ボカンと一発!ドロンボー（トンズラー）
- ドラえもん のび太と復活の星（ジャイアン）

1997年
- ボカンと一発!ドロンボー 完璧版（トンズラー）
- ドラえもん2 SOS!おとぎの国（ジャイアン）
- ドラえもん のび太と3つの精霊石
- スーパーロボット大戦F（西川大作）

1998年
- ボカンですよ（トンズラー）
- ドラえもん2 のび太と光の神殿
- スーパーロボット大戦F完結編（西川大作）

1999年
- 70年代風ロボットアニメ ゲッP-X（天王寺力）
- スーパーロボット大戦コンプリートボックス（西川大作）

2000年
- ドラえもん3 魔界のダンジョン（ジャイアン）
- ドラえもん3 のび太の町SOS!（ジャイアン）
- ガンバード2（バルピロ、ブレード）
- スーパーロボット大戦α（西川大作）
- ボカン伝説 ブタもおだてりゃドロンボー（トンズラー）

2001年
- ボカンGoGoGo（ワルサー、トンズラー、ドンジューロー、ドワルスキー、アラン・スカドン、キョカンチン、トンメンタン、オンドレー）
- ドラえもん ひみつのよじげんポケット
- ぼくドラえもん（ジャイアン）
- ドラえもん 緑の惑星ドキドキ大救出!（剛田武〈ジャイアン〉）
- スーパーロボット大戦α for Dreamcast（西川大作）
- スーパーロボット大戦α外伝（西川大作）

2002年
- ドラえもん どこでもウォーカー
- スーパーロボット大戦IMPACT（西川大作）
- ライジンピンポン（ゴータン）

2003年
- ドラえもん みんなで遊ぼう!ミニドランド（ジャイアン）
- 第2次スーパーロボット大戦α（西川大作）

2004年
- スロッターUPコア3 愉打!ドロンジョにおまかせ（トンズラー）
- 鋼の錬金術師2 赤きエリクシルの悪魔（老アーレン）
- ガンバード1&2（バルナス、クロード、バルピロ、ブレード）

2005年
- 第3次スーパーロボット大戦α 終焉の銀河へ（西川大作）

2006年
- NARUTO -ナルト- 木ノ葉スピリッツ!!（イブシ）

2008年
- 君が主で執事が俺で 〜お仕え日記〜（デニーロ）
- スーパーロボット大戦A ポータブル（西川大作）
- タツノコ VS. CAPCOM CROSS GENERATION OF HEROES（トンズラー）
- ヤッターマンDS ビックリドッキリ大作戦だコロン（トンズラー）
- ヤッターマン DS 2 ビックリドッキリアニマル大冒険（トンズラー）

2011年
- NIN2-JUNP
- みんなのGOLF 6（タンク）

2012年
- PROJECT X ZONE（ドライ・ベラノス）

2019年
- スーパーロボット大戦DD（西川大作） - ライブラリー出演

2021年
- スーパーロボット大戦30（西川大作） - ライブラリー出演

### 吹き替え

#### 洋画
- 赤い河
- 動く標的
- エクソシスト2（エドワーズ【ネッド・ビーティ】）
- SF人喰い生物の島（パーキンス〈アル・ロックマン〉）
- おかしなおかしなおかしな世界（タクシーの運転手【ピーター・フォーク】）
- 風と共に散る（ウィリアムス記者【ウィリアム・シャラート】）※テレビ朝日版
- ガン&トークス（長官）
- キス★キス★バン★バン（ダディ・ズー【ピーター・ヴォーン】）
- 吸血鬼の接吻（使用人【ホルスト・エバーズバーグ】）
- 黒い罠
- ゴージャス（プウの父【チェン・ソンヨン】）※ポニーキャニオン版
- 荒野の決闘※テレビ朝日版＝DVD収録
- コマンド戦略（マネラ【トム・トゥループ】）※テレビ朝日版
- ジャッキー・チェンの必殺鉄指拳（トンジ【ジャン・ジン】[76]）
- 城塞の決闘（主人）※TBS版
- 十字架の用心棒（手下1）
- 新・脱獄の用心棒（老人の息子、キャラハン）
- スカイ・ハイ（ウィン・チャン【サモ・ハン・キンポー】）
- スピード・レーサー（クランチャー・ブロック【ジョン・ベンフィールド】）
- 底抜けふんだりけったり ※フジテレビ版
- ゾディアック（メルヴィン・ベリー【ブライアン・コックス】）
- ダーティファイター（ハーブ【ジェームズ・マクイーチン】）
- 大陸横断超特急（ラルストン【スキャットマン・クローザース】※日本テレビ版＝DVD収録
- 太平洋の虎鮫（舵手【ドン・ダンニング】、通信兵、マロリー、スピーカーの声）
- 脱出（グライナー兄【ランドール・ディール】）※テレビ朝日版
- 弾丸特急ジェット・バス（ショーティ・スコッティ【ネッド・ビーティ】）
- チャイルド・プレイ/チャッキーの種（ピート・ピーターズ【ジョン・ウォーターズ】）
- チャンプ
- デス・トリップ
- デスク・セット
- 電撃フリントGO!GO作戦（ハンス・グルーバー【マイケル・セント・クレア】）
- ドランクモンキー 酔拳（ブッチャー）※フジテレビ版
- ビッグトレイル（シムス【ビリー・ベネディクト】、兵(2)）
- 変身パワーズ（おじいちゃん【ハロルド・グールド】）
- 武器人間（ノビコフ【ロバート・グウィリム】[77]）
- フランケンシュタインの怒り（ゾルタン【ピーター・ウッドソープ】）
- ボー・ジェスト（隊員B、歩哨、隊員G）
- 暴力脱獄
- マシンガン・パニック
- Mr.Boo!インベーダー作戦（鉄の爪【チェン・フー・シェン】）
- Mr.Boo!ギャンブル大将（パイガオの客【ウォン・サン】）
- ワーロック※テレビ朝日版

#### 海外ドラマ
- アメリカン・ヒーロー
- 宇宙大作戦「新種クアドトリティケール」（シラノ・ジョーンズ）※DVD版の追加収録部分も担当
- 刑事コロンボシリーズ
  - 指輪の爪あと（ウィルコクス探偵）※完全版追加収録部分
  - 二枚のドガの絵（植木屋）
  - もう一つの鍵（チャールズ）
  - 死の方程式（ファーガソン整備士）
  - 悪の温室（金属探知機を使う刑事）※NHK版
  - ロンドンの傘（記者）
  - 偶像のレクイエム（守衛）
  - 二つの顔（カジノのディーラー）
  - 別れのワイン（酔客、ソムリエ）
  - 白鳥の歌（ジェフ飛行機整備士）
  - 殺しの序曲（バーク刑事、クライン刑事）
- 地上最強の美女バイオニック・ジェミー
  - シーズン3 #5 「ジェミー！ロデオ大会で大奮闘」 （ティーク〈ドン・ジェントリー〉）
- 爆発!デューク（クーター・ダヴェンポート【ベン・ジョーンズ】）
- HEY!レイモンド（フランク【ピーター・ボイル】）
- ベン10 時との戦い（マックス・テニスン【リー・メジャース】）
- ミステリーゾーン2
  - #20 「ノイズに憑かれた男」(ラジオの声)
- ミステリーゾーン4
  - #4 「暗闇の男」
  - #8 「人形の家で」
- ミステリーゾーン5 #25 「生きている仮面」 （ウィルフレッド・ハーパー・ジュニア〈アラン・スーズ〉）
- ロックフォードの事件メモ

#### 海外アニメ
- おさるのジョージ（リロー）
- 怪獣王ターガン（リキラー、マリュー、タングロー）
- キャプテン・アメリカ（アカホネ）
- スヌーピーとチャーリー（サマーキャンプのワル2〈太っちょ〉）
- 大魔王シャザーン（ブービー）
- チキチキマシン猛レース（ドラチビ）
- チップとデールの大作戦（メップス〈初代〉）※テレビ東京版
- ディック・トレイシー（レスラー）※TV版
- ドナルドの夢の声（巨漢男）※BVHE版
- ドラゴン水滸伝（千里眼）
- ビアンカの大冒険※劇場公開版
- ふしぎの国のアリス（大工）※初公開版
- ベン10（マックス・テニスン〈初代〉）
  - ベン10:エイリアンフォース（マックス・テニスン）
  - ベン10:オムニバース（マックス・テニスン）
- ポパイの大冒険・海にひそむ謎を追え!（ポパイの父・パピー）

#### 人形劇
- サンダーバード（火星人B）

### 特撮
- 月光仮面（1958年、警察官）
- ロボット刑事（1973年、デンネツマンの声）
- 超神ビビューン（1976年、バックダードの声）
- 恐竜大戦争アイゼンボーグ（1978年、福山淳一）※第31話

### ドラマCD
- ドラマCD 君が主で執事が俺で（デニーロ）
- ドラマCD やさしい竜の殺し方外伝（地の長老・不動のマゼラン）
- Devil May Cry（アグニ）
- ドラマCD ひぐらしのなく頃に 暇潰し編（ダム現場監督）
- タイムボカンシリーズ（いずれもビクターエンタテインメント）
  - タイムボカン（ワルサー）
  - タイムパトロール隊オタスケマン（ドワルスキー、ワルサー、トンズラー、ドンジューロー）
  - タイムボカン名曲大全（トンズラー）
  - タイムボカン カラオケ博覧會（トンズラー）
  - 悪玉馬券塾（ワルサー、ドンジューロー、ドワルスキー、スカドン）
  - タイムボカン王道復古 特訓満漢全席（トンズラー）
  - 平成タイムボカン（トンズラー）
  - 天才ドロンボー'08（シングルCD、ドロンボー名義）
  - ドロンボー伝説'08（アルバムCD、ドロンボー名義）
- 遙かなる時空の中で 舞一夜 〜常緑〜（切わずの杉）

### CM
ジャイアンの声で出演
- 新潟県中越地震被災者援助ドラえもん募金
- ドリームキャストソフト「ぼくドラえもん」

その他の声の出演
- カートゥーン ネットワークスポットCM（マックス・テニスン）
- カネキ吉田商店「めかぶ」のCM（おじいちゃん）
- ファミコンソフト『「メタルマックス」』
- ニンテンドーDS『メタルマックス3』
- スーパーファミコン「大爆笑!!人生劇場」
- スーパーファミコン「大爆笑!!人生劇場 ドキドキ青春編」
- PlayStationソフト「ボカンと一発!ドロンボー」（トンズラー）
- PlayStationソフト「ボカンですよ」（トンズラー）
- 放送番組センターCM・「省エネ」編（蛍光灯の声）
- レゴ「お城シリーズ・ゆうれい城」（兵士）

### テレビドラマ
- ダイヤル110番
- 第7の男

### 映画
- ヤッターマン（実写映画版）（どくろ鮨の客）※アニメ版監督の笹川、ドロンジョ役の小原と共に顔出し出演

### テレビ番組
- ズームイン!!SUPER NG投稿（秘）映像180発 年忘れスペシャル（ナレーション）
- タモリのグッジョブ!胸張ってこの仕事（2003年2月18日にスタジオ出演）
- トリビアの泉 〜素晴らしきムダ知識〜（2004年12月15日放送分の一部ナレーション）
- ファ見る! 2008年6月号・8月号の諜報員（ジャイアンの声とシルエット）
- 木曜スペシャル / これが決定版!爆笑珍プレー好プレー'92（日本テレビ）『のび太と野球の王国』コーナーでのジャイアンの声
- お願い!ランキング 2012年12月31日放送の年またぎSP（トンズラーの声）
- 第66回NHK紅白歌合戦（トンズラーの声）※ライブラリ出演

### 舞台
- 爆笑活劇 パタリロ西遊記2007年（釈迦）

### その他コンテンツ
- LIVE!チクる 笑いのEXPO2005（ますだおかだ、アメリカザリガニなど松竹芸能所属タレントのお笑いライブ）の会場内アナウンス・MC（録音によるもの）
- 東芝HP内コンテンツ・ヤッターマン×トウシバ（トンズラーの声）
- L'Arc〜en〜Cielのライブツアー「TOUR 2007-2008 THEATER OF KISS」にて、ウサギのキャラクターの声を担当
- RED SPIDERのMIXアルバム 「逆ギレ・アウチ!!」収録の「INTERLUDE 〜心の友〜」にて、ジャイアンの声で出演

## ディスコグラフィ

### キャラクターソング
| 発売日                                                                                 | 商品名                                                                                 | 歌 | 楽曲                                                    | 備考                                                    |
| -------------------------------------------------------------------------------------- | -------------------------------------------------------------------------------------- | --- | ------------------------------------------------------- | ------------------------------------------------------- |
| 1977年2月25日                                                                          | タイムボカンシリーズ ヤッターマンより「ドクロベエさまに捧げる歌/ヤッターマン・ロック」 | 山本まさゆき、ドロンジョ（小原乃梨子）、ボヤッキー（八奈見乗児）、トンズラー（立壁和也）                                            | 「ドクロベエさまに捧げる歌」                            | テレビアニメ『ヤッターマン』挿入歌                      |
| 1978年7月                                                                              | タイムボカンシリーズ ヤッターマンより「おだてブタ/ドロンボーのなげき唄」               | ドロンジョ（小原乃梨子）、ボヤッキー（八奈見乗児）、トンズラー（立壁和也）、ドクロベエ（滝口順平）、お褒めブタ/なげきブタ（富山敬） | 「ドロンボーのなげき唄」                                | テレビアニメ『ヤッターマン』関連曲                      |
| 1979年10月                                                                             | みんなのアイドルゼンダマン                                                             | ムージョ（小原乃梨子）、トボッケー（八奈見乗児）、ドンジューロー（立壁和也）、ナレーション（富山敬）                                | 「ムージョ様のために」                                  | テレビアニメ『ゼンダマン』関連曲                        |
| ムージョ（小原乃梨子）、トボッケー（八奈見乗児）、ドンジューロー（立壁和也）、鈴木雪夫 | 「サイバンマシーンとアクダマン」                                                       | |                                                         |                                                         |
| 1980年6月                                                                              | タイムボカンシリーズ「タイムパトロール隊オタスケマン」主題歌 オリジナル・ドラマ集      | 山本まさゆき、アターシャ（小原乃梨子）、セコビッチ（八奈見乗児）、ドワルスキー（立壁和也）                                          | 「アーウー・オジャママン」 「ディスコ・キラキラスター」 | テレビアニメ『タイムパトロール隊オタスケマン』関連曲    |
| 1980年6月                                                                              | タイムボカンシリーズ「タイムパトロール隊オタスケマン」主題歌 オリジナル・ドラマ集      | 山本まさゆき、アターシャ（小原乃梨子）、セコビッチ（八奈見乗児）、ドワルスキー（立壁和也）、少年少女合唱団みずうみ                  | 「オタスケマンかぞえ唄」                                | テレビアニメ『タイムパトロール隊オタスケマン』関連曲    |
| 1981年7月                                                                              | ドラえもん バラエティ★ジョッキー4                                                      | ジャイアン（たてかべ和也） | 「おれはジャイアンさまだ!」                             | テレビアニメ『ドラえもん』関連曲                        |
| 1981年7月                                                                              | ドラえもん バラエティ★ジョッキー4                                                      | のび太（小原乃梨子）、スネ夫（肝付兼太）、ジャイアン（たてかべ和也）                                                                | 「ワンパク三人組」                                      | テレビアニメ『ドラえもん』関連曲                        |
| 1993年12月16日                                                                         | タイムボカン王道復古 特訓万感全席                                                      | 小原乃梨子、八奈見乗児、たてかべ和也                                                                                                | 「-さんあく18年-君を離さないチュッ☆」                   | OVA『タイムボカン王道復古』エンディングテーマ           |
| 2000年6月21日                                                                          | タイムボカン2000 怪盗きらめきマン きらめき劇中大音盤                                   | ルージュ（小原乃梨子）、ヒエール（八奈見乗児）、オンドレー（たてかべ和也）                                                          | 「壊盗ドロンボー」                                      | テレビアニメ『タイムボカン2000 怪盗きらめきマン』関連曲 |
| 2004年7月22日                                                                          | pop'n music 11 AC CS pop'n music 9                                                     | ジャイアン（たてかべ和也） | 「おれはジャイアンさまだ！（新録）」                    | ゲーム『ポップンミュージック11』関連曲                  |
| 2013年6月19日                                                                          | 逆ギレ・アウチ!!                                                                       | RED SPIDER / 台詞 - ジャイアン（たてかべ和也）                                                                                      | 「INTERLUDE 〜心の友〜」                                |                                                         |

### 作詞
- おれはジャイアンさまだ!

## 著書
- 『一流の声優になる マニュアルのない職業就活ガイドシリーズ2』（ゴマブックス、2009年）ISBN 978-4-77-711254-8

## たてかべを演じた人物
- 小川直也 - ドラえもん、母になる〜大山のぶ代物語〜（2015年12月13日、NHK BSプレミアム）